# Bangar
Bangar est une municipalité de 3e classe située dans la province de La Union aux Philippines. Selon le recensement de 2007 elle est peuplée de 33 335 habitants.

## Barangays

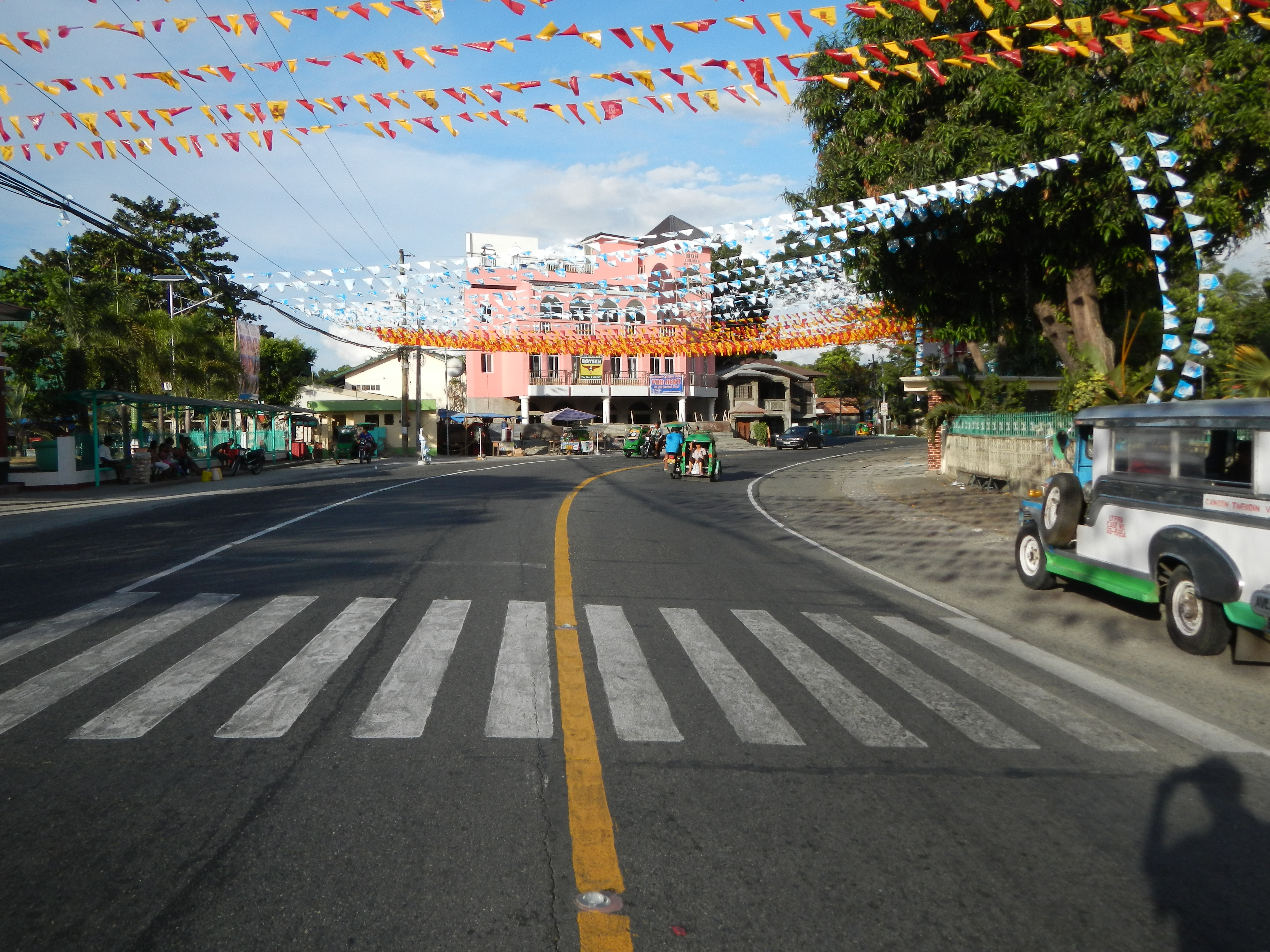
Rue de Bangar

Bangar est divisée en 33 barangays.
- Alzate
- Barraca
- Caggao
- Quintarong
- Mindoro
- Agdeppa
- Nagsabaran
- Cadapli
- Luzong Norte
- Luzong Sur
- San Cristobal
- Central East No. 1
- Central East No. 2
- Central West No. 1
- Central West No. 2
- Central West No. 3
- General Prim East
- General Prim West
- Bangaoilan East
- Bangaoilan West
- Paratong Norte
- Paratong No. 3
- Paratong No. 4
- Reyna Regente
- Ubbog
- San Blas
- Sinapangan Norte
- Sinapangan Sur
- Rissing
- General Terrero
- Consuegra
- Maria Cristina East
- Maria Cristina West

## Démographie
| Année | Habitants |
| ----- | --------- |
| 1995  | 28 374    |
| 2000  | 31 491    |
| 2007  | 33 335    |